# Municipio de Penn (condado de Huntingdon)
El municipio de Penn es un municipio ubicado en el condado de Huntingdon en el estado de Pensilvania. En el año 2000 tenía una población de 1.054 habitantes y una densidad poblacional de 14.4 personas por km².

## Geografía
El municipio de Penn se encuentra ubicado en las coordenadas 40°22′00″N 78°04′59″O / 40.36667, -78.08306.

## Demografía
Según la Oficina del Censo en 2000 los ingresos medios por hogar en la localidad eran de $41,210 y los ingresos medios por familia eran de $42,083. Los hombres tenían unos ingresos medios de $35,066 frente a los $22,614 para las mujeres. La renta per cápita de la localidad era de $17,063. Alrededor del 11,9% de la población estaba por debajo del umbral de pobreza.